# Campeonato Asiático de Judo de 2025
El XXXII Campeonato Asiático de Judo se celebró en Bangkok (Tailandia) entre el 25 y el 27 de abril de 2025 bajo la organización de la Unión Asiática de Judo.
En total se disputaron catorce pruebas diferentes, siete masculinas y siete femeninas.

## Resultados

### Masculino
| Evento  | Oro                              | Plata                                          | Bronce                                                             |
| ------- | -------------------------------- | ---------------------------------------------- | ------------------------------------------------------------------ |
| –60 kg  | Taiki Nakamura Japón             | Yang Yung-Wei China Taipéi                     | Muhamadsoleh Quvatov · Tayikistán · Sherzod Davlatov · Kazajistán  |
| –66 kg  | Ryoma Tanaka Japón               | Zamaxshari Bekmurodov Uzbekistán               | Nurali Emomali Tayikistán Obid Dzhebov Tayikistán                  |
| –73 kg  | Shahram Ahadov Uzbekistán        | Majmadbek Majmadbekov · Emiratos Árabes Unidos | Abubakr Sherov Tayikistán Yudai Tanaka Japón                       |
| –81 kg  | Lee Joon-Hwan Corea del Sur      | Somon Majmadbekov Tayikistán                   | Yuhei Oino Japón Arslonbek Tojiyev Uzbekistán                      |
| –90 kg  | Shahzodxoʻja Sharipov Uzbekistán | Nurbek Murtazoyev Uzbekistán                   | Komei Kawabata · Japón · Maxim Meyirlan · Kazajistán               |
| –100 kg | Said Sadrudinov Baréin           | Dzhafar Kostoev · Emiratos Árabes Unidos       | Caramnob Sagaipov Líbano Dzhajonguir Madzhidov Tayikistán          |
| +100 kg | Lee Seung-Yeob Corea del Sur     | Temur Rajimov Tayikistán                       | Emirjan Zholdoshkaziev · Kirguistán · Kim Min-Jong · Corea del Sur |

### Femenino
| Evento | Oro                     | Plata                                       | Bronce                                                          |
| ------ | ----------------------- | ------------------------------------------- | --------------------------------------------------------------- |
| –48 kg | Hikari Yoshioka Japón   | Hui Xinran China                            | Galiya Tynbayeva · Kazajistán · Jon Su-Song · Corea del Norte   |
| –52 kg | Kokoro Fujishiro Japón  | Bishrelt Jorloodoi · Emiratos Árabes Unidos | Zhang Yuanli China Jang Se-Yun Corea del Sur                    |
| –57 kg | Megumi Fuchida Japón    | Terbishiin Ariunzayaa Mongolia              | Bakyt Kusakbayeva · Kazajistán · Shukurjon Aminova · Uzbekistán |
| –63 kg | Haruka Kaju Japón       | Ljagvatogooguiin Enjriilen Mongolia         | Yuan Pei-Chun China Taipéi Kim Ji-Hye Corea del Norte           |
| –70 kg | Mayu Honda Japón        | Feng Yingying China                         | Batsuuriin Nyam-Erdene Mongolia Mun Song-Hui Corea del Norte    |
| –78 kg | Kurena Ikeda Japón      | Kim Min-Ju Corea del Sur                    | Wu Hongtao China Marjona Koʻchimova Uzbekistán                  |
| +78 kg | Ayiman Jinesinuer China | Niu Xinran China                            | Amarsaijan Adiyasuren Mongolia Lee Hyeon-Ji Corea del Sur       |

## Medallero
| Núm. | País                   | Oro | Plata | Bronce | Total |
| ---- | ---------------------- | --- | ----- | ------ | ----- |
| 1    | Japón                  | 8   | 0     | 3      | 11    |
| 2    | Uzbekistán             | 2   | 2     | 3      | 7     |
| 3    | Corea del Sur          | 2   | 1     | 3      | 6     |
| 4    | China                  | 1   | 3     | 2      | 6     |
| 5    | Baréin                 | 1   | 0     | 0      | 1     |
| 6    | Emiratos Árabes Unidos | 0   | 3     | 0      | 3     |
| 7    | Tayikistán             | 0   | 2     | 5      | 7     |
| 8    | Mongolia               | 0   | 2     | 2      | 4     |
| 9    | China Taipéi           | 0   | 1     | 1      | 2     |
| 10   | Kazajistán             | 0   | 0     | 4      | 4     |
| 11   | Corea del Norte        | 0   | 0     | 3      | 3     |
| 12   | Kirguistán             | 0   | 0     | 1      | 1     |
| 12   | Líbano                 | 0   | 0     | 1      | 1     |
|      | TOTAL                  | 14  | 14    | 28     | 56    |